# Clemar Bucci
Clemar Bucci (1920. szeptember 4. – 2011. január 12.) argentin autóversenyző.

## Pályafutása
1954-ben négy európai nagydíjon szerepelt a Formula–1-es világbajnokságon. Clemar a négy futam egyikén sem ért célba. 1955-ben hazája világbajnoki versenyén állt rajthoz, azonban ekkor sem ért célba.
Pályafutása alatt több világbajnokságon kívüli Formula–1-es viadalon is részt vett.

## Eredményei

### Teljes Formula–1-es eredménylistája
(Táblázat értelmezése)

(Félkövér: pole-pozícióból indult; dőlt: leggyorsabb kört futott) 

| Év   | Csapat                    | Modell          | Motor               | 1       | 2   | 3   | 4   | 5      | 6      | 7      | 8      | 9   | Helyezés | Pont |
| ---- | ------------------------- | --------------- | ------------------- | ------- | --- | --- | --- | ------ | ------ | ------ | ------ | --- | -------- | ---- |
| 1954 | Equipe Gordini            | Gordini Type 16 | Gordini Straight-6  | ARG     | 500 | BEL | FRA | GBR Ki | GER Ki | SUI Ki | ITA Ki | ESP | -        | 0    |
| 1955 | Officine Alfieri Maserati | Maserati 250F   | Maserati Straight-6 | ARG Ki* | MON | 500 | BEL | NED    | GBR    | ITA    |        |     | -        | 0    |

* A távot megosztva teljesítette Harry Schellel és Carlos Menditeguy-al

## Külső hivatkozások
- Profilja a grandprix.com honlapon (angolul)
- Profilja a statsf1.com honlapon (angolul)
- Clemar Bucci Racing

1. ↑  http://www.elcomercial.com.ar/index.php?option=com_telam&view=deauno&idnota=15919&Itemid=116